# 克莉缇

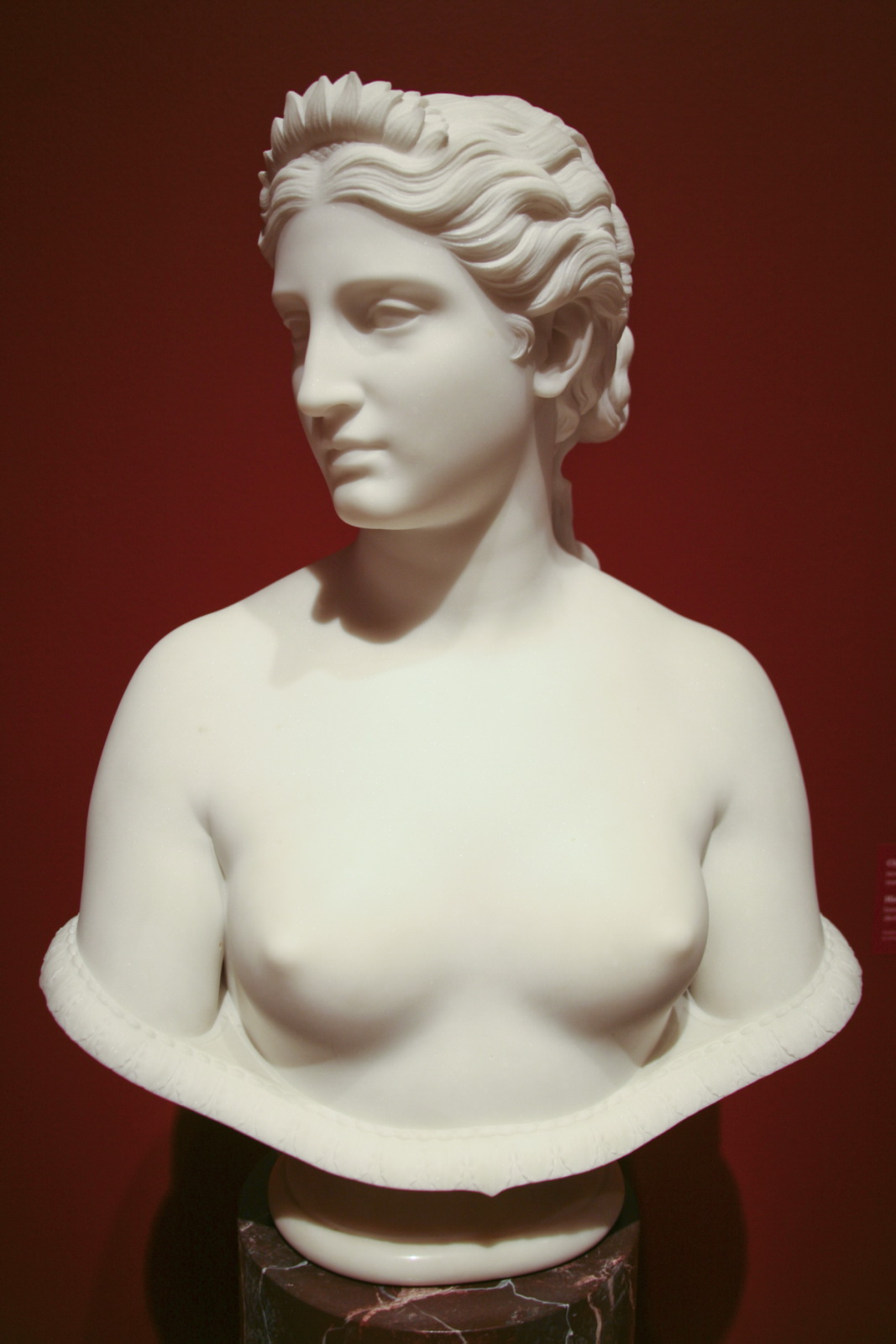
克萊緹半身像

克莉缇（希臘語：Κλυτίη；/ˈklaɪtiiː/） ，也被稱為克萊緹亞，希臘神話中的寧芙。
在傳說中，克莉缇愛上了太陽神赫利奧斯，但太陽神並不喜歡她。克莉缇每天坐在草原上昂首張望太陽神經過，最後變成了一朵向日葵。

## 藝術品
藝術史上有許多以克莉缇為主題的繪畫與雕塑，雕刻家喬治·弗雷德里克·瓦茲也曾以之為創作。